# Ruf des Warlock
Ruf des Warlock (kurz: RdW) ist ein Fantasy-Rollenspiel, das 1990 zuerst von „Fantasy Games Bonn“, dem Entwicklerteam, und dann 1992 vom Games-In Verlag veröffentlicht wurde. RdW ist nach eigener Angabe „Ein Rollenspiel für Fortgeschrittene“ und richtet sich explizit nicht an Rollenspiel-Einsteiger. Das komplexe Regelwerk ist sehr eng an die Spielwelt Tanaris geknüpft, die zum großen Teil in Abenteuerbänden ausgebaut wird. Die Bücher des Rollenspiels stehen in dem Ruf, viele Anleihen von anderen Rollenspielen zu verwenden, sich eines eigentümlichen Humors zu bedienen und sehr viele Anglizismen zu enthalten.

## Rollenspiel für Fortgeschrittene
Ruf des Warlock versteht sich selbst als „Rollenspiel für Fortgeschrittene“, was sich auf unterschiedliche Weise ausdrückt. Zum einen verzichtet das Regelwerk auf die in anderen Rollenspielregelwerkpublikationen übliche Einleitung zum Thema „Was ist Rollenspiel“ und „Wie spiele ich ein Rollenspiel“. Es geht davon aus, dass dem Leser die Grundbegriffe vertraut sind. Zum anderen sind die Regeln auffallend komplex. Für einen flüssigen Spielablauf wird auf die „Unterstützung“ der Spieler gesetzt, die einen Teil der Buchführung und Tabellenarbeit übernehmen. Es bedeutet auch, dass die Erklärungen und Erläuterungen, die im Text zu finden sind, darauf bauen, dass der Leser bestimmte Mechanismen anderer Systeme bereits kennt – die Regeln werden erklärt, aber woher diese kommen, wie sie am besten im Spiel zu verwenden sind, und wie sie sich auswirken, nicht unbedingt.

## Spielmechanik
In den Regeln findet man einige Ähnlichkeiten zu anderen Rollenspielsystemen, sofern man diese kennt. Charaktererschaffung und Kampfregeln erinnern durch Auswahl der Attribute und Mechanik an DSA. Andere Teile der Kampfregeln erinnern durch Ausführung und Inhalt der Tabellen für „kritische Treffer“ an Rolemaster. Das Charaktersystem ist Charakterklassen und Stufen-gebunden, so dass die Weiterentwicklung der Spielfiguren sehr stark vorgegeben wird, ähnlich wie in Dungeons and Dragons (D&D). Das Fertigkeitensystem ist nicht untypisch für die meisten Rollenspielsysteme die in den 1980ern entstanden und leitet sich von den Attributen ab. Zusätzlich verwendet RdW ein System zum Bemessen der geistigen Stabilität, ähnlich wie in Call of Cthulhu.
Die im Spiel verwendeten Würfel sind die Standardmodelle, wie sie auch in D&D oder dem Basic Role-Playing vorkommen, bis auf den W30, der als Grundlage für die gesamte Spielmechanik dient. Die Kampfregeln sind komplex und lassen Spieler über Trefferpunkte, Ausdauerpunkte und Blutung von Wunden Buch führen. Die Auswirkungen von Treffern im Kampf können durchaus auch nach Beendigung einer Kampfsituation zum Tod einer Spielfigur führen. Das Magiesystem ist nicht weniger komplex und verwendet zusätzlich zu den in vielen Rollenspielsystemen verwendeten Zauberpunkten auch noch Zauberausdauerpunkte. Für die Weiterentwicklung verfügen die Spielfiguren über zwei getrennt bemessene Stufen für Kampf- und Wissenserfahrung.

## Die Welt
Die Welt, in der RdW spielt, heißt Tanaris und ist eine fast klassische Fantasy-Welt, die lose auf Teilen des „Zyklus der flachen Erde“ von Tanith Lee basiert, in der die Charakterklassen nicht einfach nur Beispiele und Vorbilder sind, sondern feste Größen und Institutionen in der Spielwelt darstellen (wie das zum Beispiel auch in dem etwas später erschienenen Earthdawn (1993) der Fall ist). Das klassische Fantasy-Element ist hier vor allem dadurch durchbrochen, dass nur wenige Dinge so sind, wie sie auf den ersten Blick scheinen: Elfen sind äußerlich durch nichts von Menschen zu unterscheiden, eine Steinwüste muss nicht durch Verwitterung eines Berges und besondere Klimabedingungen entstanden sein, Einhörner lassen sich nicht gern von Jungfrauen berühren, Kakerlaken nisten nicht in Gemäuern, und lichte Engel sind nicht „gut“ ebenso wie dunkle Engel nicht böse sind – bis auf einen, der von den anderen Verstoßen wurde. Sie können ihn aber nicht töten. Dafür haben die Engel den „Warlock“ (der kein Hexenmeister ist) geschaffen. Doch der hatte keine Lust den bösen Engel zu bekämpfen und wurde lieber Herrscher der Welt. Dafür haben die Engel die Schwertmeister erschaffen, Krieger, die sich gegenseitig bekämpfen damit der Stärkste unter ihnen den Warlock herausfordern kann um selbst Warlock zu werden (und hoffentlich für die Engel, endlich ihren bösen Bruder zu vernichten). Und damit die mächtigsten Schwertmeister den Warlock auch finden können, gibt es den Ruf des Warlock.

## Schreibstil
Eine Besonderheit der Regelwerke, Abenteuer und Ergänzungsbände ist wie sie geschrieben sind. Zum einen sind immer wieder Versatzstücke zu finden, die man aus anderen Rollenspielsystemen kennt, aber das Regelwerk ist auch durchsetzt von mehr oder weniger offensichtlichen Zitaten und Anspielungen, häufig von Liedtexten der Gruppe Manowar, aber auch Film- und Literaturzitate und -anspielungen sind überall versteckt. Hinzu kommt eine häufige Verwendung von Anglizismen, beziehungsweise eine englischsprachige Benennung von Orten und Geschehnissen, was am ehesten dem Sprachgebrauch von Rollenspielern in den 1980ern zuzuschreiben ist, die häufig auf englischsprachige Rollenspielsysteme zurückgreifen mussten, da es noch nicht viele Übersetzungen und deutsche Entwicklungen gab. Insgesamt liest sich RdW wie ein Insiderwitz nach dem anderen, was es wahrscheinlich auch ist.

## Entwicklungen
Die erste Ausgabe von RdW erschien in einer Kleinauflage und war bereits ein halbes Jahr nach Erscheinen im Jahre 1990 vergriffen.
Nach der Veröffentlichung im Games-In Verlag erschienen bis 1996 sieben Abenteuerbände:
1. Die Träne der Verzweiflung, 3–6 Helden der Stufe 1–3, ISBN 3-925698-20-5, 1992
2. Schlummernde Mächte, 3–6 Helden der Stufe 1–4, ISBN 3-929875-32-2, 1993
3. Vaterliebe, 4–6 Spieler der Stufe 6–8, ISBN 3-929875-34-9, 1993
4. Das Blut der Könige, 6 Szenarien, variable Stufen, ISBN 3-929875-35-7, Mai 1994
5. Der Tanz zum Tod, 4–7 Helden der Stufe 6–8, ISBN 3-929875-37-3, Oktober 1994
6. Das Corangear-Fragment, 3–5 Helden der Stufe 10–15, ISBN 3-929875-38-1, Oktober 1995
7. Die Faust des Titanen, 3–5 Helden der Stufen 1–5, ISBN 3-929875-39-X, Oktober 1996

Dazu kommen zwei Ergänzungsbücher:
1. Tanaris – Eine phantastische Welt, Kampagnensetting, ISBN 3-929875-33-0, 1993
2. Die Geschöpfe der Engel, Kreaturenbuch, ISBN 3-929875-36-5, September 1994

Ab Oktober 1993 bis Oktober 1994 erschien das RdW Fanzine Black Marbles in 3 Ausgaben. Im Oktober 2006, September 2007, Juni 2010, Juni 2012, Jänner 2015 und Jänner 2016 erschienen im RdW Forum sechs Ausgaben der Six Magic Circles, ein weiteres Fanzine.